# Армянин и армянин
«Армянин и армянин» (англ. The Armenian and the Armenian) — рассказ американского писателя армянского происхождения Уильяма Сарояна, написанный им в августе 1935 года на английском языке. Впервые опубликован в 1936 году в сборнике рассказов «Вдох и выдох» (англ. Inhale & Exhale). Впоследствии это произведение стало известно благодаря отрывку (вероятно, наиболее известному высказыванию Сарояна) о выживании армянского народа после геноцида 1915 года.

## Предыстория
Уильям Сароян родился в калифорнийском городе Фресно в семье армян-иммигрантов из Турецкой (Западной) Армении. Армянская община Фресно, к 1910-м годам и без того уже значительная, разрослась в связи с притоком людей, переживших геноцид, — именно в этой среде рос будущий писатель. В своём рассказе 1935 года «Первый визит в Армению» (англ. First Visit to Armenia) он писал, что «начал посещать Армению, как только заработал необходимые деньги».

## Сюжет
В рассказе описывается история случайной встречи Сарояна с официантом-армянином, которого он приметил в пивной Ростова в 1935 году, направляясь в Советскую Армению. Несмотря на то, что два армянина родом из разных уголков мира (один — из Америки, второй — из Турции), общаются они всё же по-армянски — именно этот факт вдохновил писателя на написание рассказа.
«Армянин и армянин» наиболее известен благодаря двум своим последним абзацам, в которых Сароян выражает стремление армянского народа к жизни, его способность к возрождению вопреки всем бедам и несчастьям:

Найдется ли в мире держава, способная уничтожить наш народ — малочисленное незначительное племя, ничтожную горстку людей: кончена наша история, все наши войны проиграны, здания в развалинах, книги не прочитаны, музыка не услышана, молитвы не возносятся. 
Ну же, попробуйте уничтожить наш народ. Допустим, опять наступил 1915 год. Мировая война. Валяйте, уничтожайте Армению. Посмотрим, как это у вас получится. Угоняйте нас в пустыню. Оставляйте без хлеба и воды. Жгите жилища и церкви. Думаете, не выживем. Думаете, разучимся смеяться. Думаете, не возродимся, если вот мы двое, встретившись в пивном баре, двадцать лет спустя, балагурим и говорим на родном языке. Ничего вы не сможете с нами поделать. Ничто не помешает нам издеваться над напыщенными мировыми идеалами. Вашу мать. Двое армян в этом подлунном мире ведут беседу. Попробуйте их тронуть.
Оригинальный текст (англ.)I should like to see any power of the world destroy this race, this small tribe of unimportant people, whose history is ended, whose wars have all been fought and lost, whose structures have crumbled, whose literature is unread, whose music is unheard, whose prayers are no longer uttered.

Go ahead, destroy this race. Let us say that it is again 1915. There is war in the world. Destroy Armenia. See if you can do it. Send them from their homes into the desert. Let them have neither bread nor water. Burn their houses and their churches. See if they will not live again. See if they will not laugh again. See if the race will not live again when two of them meet in a beer parlor, twenty years later, and laugh, and speak in their tongue. Go ahead, see if you can do anything about it. See if you can stop them from mocking the big ideas of the world, you sons of bitches, a couple of Armenians talking in the world, go ahead and try to destroy them.

## Значение и использование
Со временем финальные строки рассказа приобрели символическое значение среди армянской диаспоры в США. В своих работах её цитировали, в частности, английский писатель-путешественник Филип Марсден, израильский писатель Йорам Канюк, американский драматург Дэвид Мэмет, родившийся в Иране американский учёный армянского происхождения Вардан Грегорян, французский военный писатель Жерар Шалиан и другие.
В 2008 году сенаторы от штата Калифорния Дэйв Когдилл и Джо Симитян, а также члены законодательного собрания Калифорнии Грег Агазарян, Хуан Арамбула, Пол Крекорян и Майкл Виллинс предложили посвятить 2008 год Уильяму Сарояну. В заявлении «Армянин и армянин» был назван «особенно волнующей декларацией солидарности… В этих словах звучат нотки скорби, гнева, стойкости и возрождения, связанные с культурной и общественной жизнью армян».
В 2010 году по мотивам рассказа «Армянин и армянин» был снят одноимённый короткометражный фильм.
В коцовке вышедшего в 2016 году фильма «Обещание» о событиях геноцида приводится цитата из рассказа «Армянин и армянин».